# Ransbach-Baumbach (Verbandsgemeinde)
Ransbach-Baumbach est une Verbandsgemeinde (collectivité territoriale) de l'arrondissement de Westerwald dans la Rhénanie-Palatinat en Allemagne. Le siège de cette Verbandsgemeinde est dans la ville de Ransbach-Baumbach.
La Verbandsgemeinde de Ransbach-Baumbach consiste en cette liste d'Ortsgemeinden (municipalités locales) :

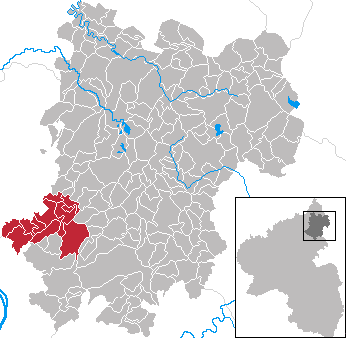
Localisation de la Verbandsgemeinde de Ransbach-Baumbach dans l'arrondissement de Westerwald

1. Alsbach
2. Breitenau
3. Caan
4. Deesen
5. Hundsdorf
6. Nauort
7. Oberhaid
8. Ransbach-Baumbach
9. Sessenbach
10. Wirscheid
11. Wittgert